# 島原 (京都)

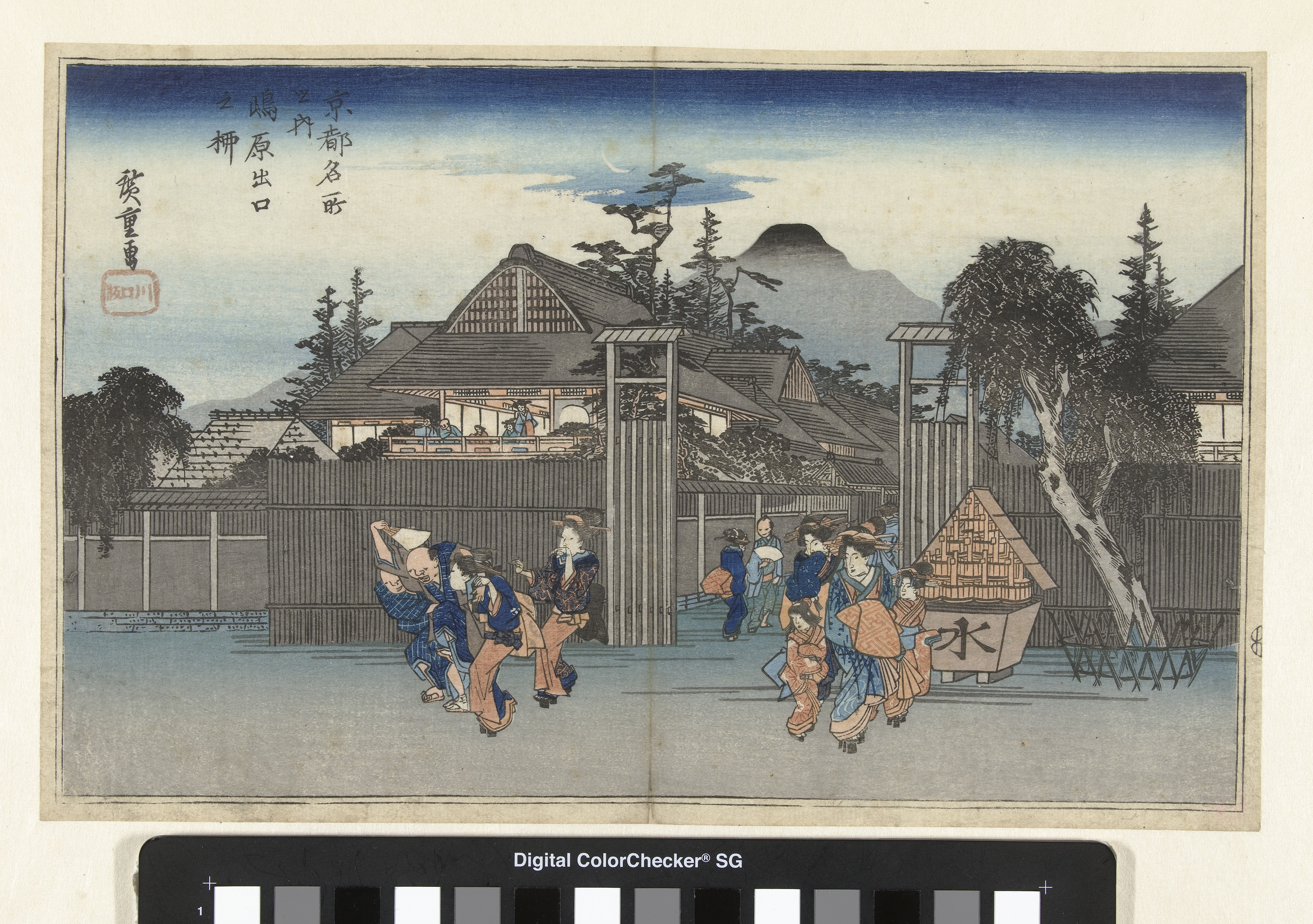
江戸時代の島原遊郭。歌川広重、1830年代

島原（しまばら）は京都市下京区に位置する日本及び京都五花街で最古の花街の名称。「嶋原」とも書く。正式名は西新屋敷といい、6つの町（上之町、中之町、中堂寺町、太夫町、下之町、揚屋町）で構成されている。島原は1976年に京都花街組合連合会を脱会し、現在は輪違屋のみが正式なお茶屋の鑑札を有し、置屋兼お茶屋の営業を行っている。

## 沿革

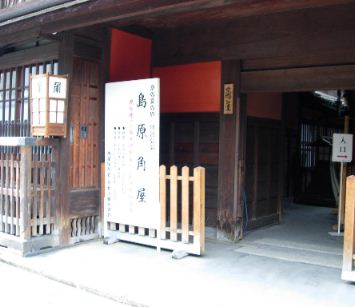
角屋

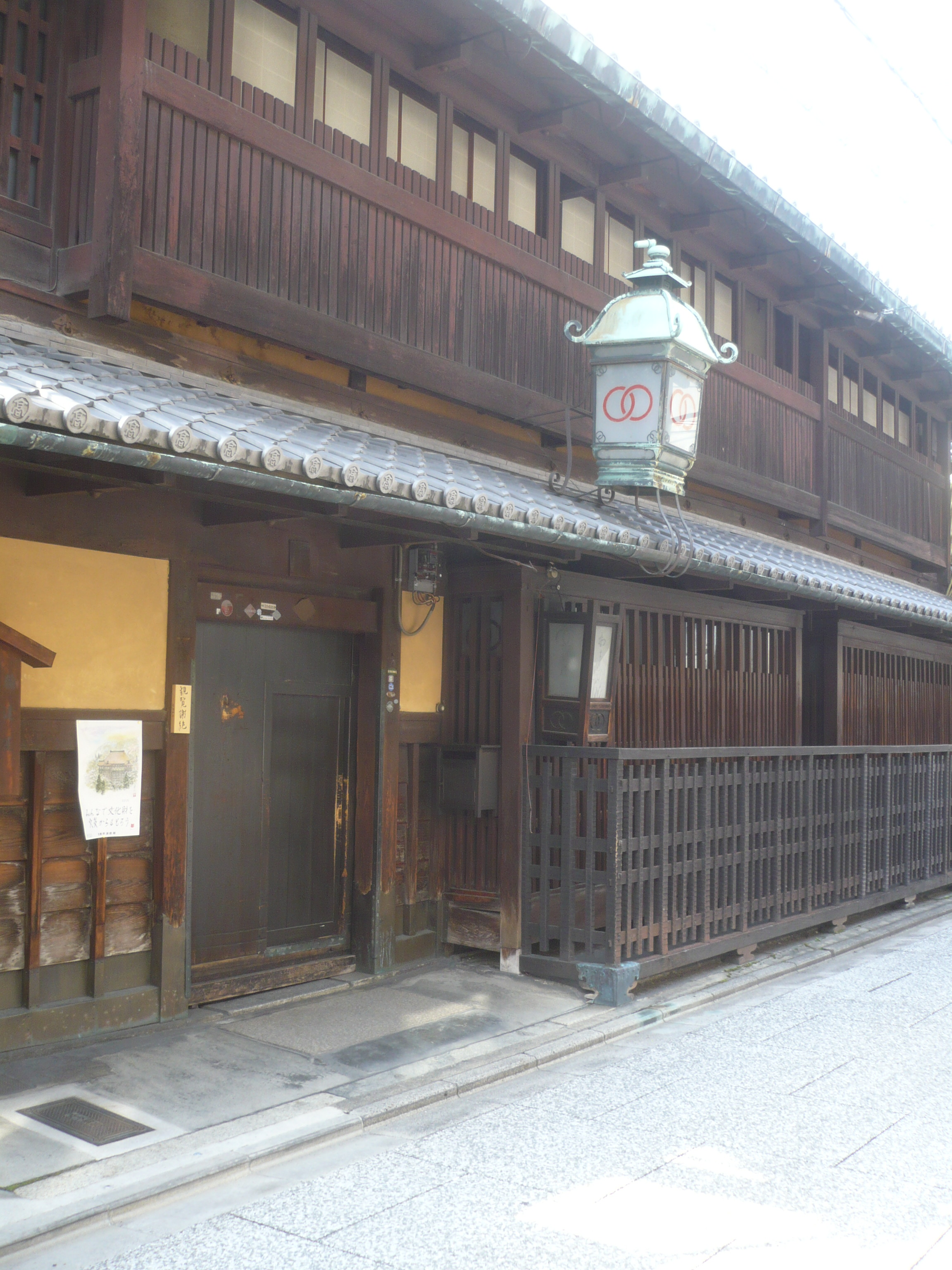
輪違屋

室町時代に足利義満が現在の東洞院通七条下ルに許可した傾城町が日本の公娼地の始まりといわれる。桃山時代（1589年）には豊臣秀吉の許可を得て、原三郎左衛門らが二条万里小路（までのこうじ）に「二条柳町」を開設した。江戸時代になると六条付近に移されて「六条三筋町」と呼ばれるようになり、吉野太夫などの名妓が輩出した。ところが、1641年にはさらに朱雀野付近への移転が命ぜられ、以後「島原」と呼ばれた。「島原」の名称は、この移転騒動が島原の乱時の乱れた様子に似ていたためについたという説や、周りが田原であったため、島にたとえて呼ばれたという説など、諸説がある。
新しい土地の周りは壁や堀に囲まれ、出入り口として東の大門ができた。島原は元禄期に最も栄えたが、立地条件が悪かったこと、また格式の高さが原因となって祇園町、祇園新地、上七軒、二条などの遊里に人が流れ、その後は幾度かの盛衰を繰り返したものの、次第に衰えていった。廓の女性達は（通行手形が必要ではあるが）自由に廓の外へ出ることができ、一般人も（男女問わず）自由に出入りができた。清河八郎や頼山陽のように、実母を「親孝行」として揚屋で遊ばせた例もあり、外部から「閉ざされた」遊所ではなかった。幕末には西郷隆盛、久坂玄瑞や新選組らが出入りしていた。1873年には、のちに歌舞練場となる島原女紅場が置かれた。
嘉永4年（1851）の大火で揚屋町以外の島原のほとんどが焼失し、祇園新地で仮営業をしていたが、大半が島原に戻ることなく街は寂れていった。明治以後は公家、武家の常連客がいなくなり、さらに窮状に置かれるものの「太夫道中」などの行事で支えていた。1897年には南西に隣接して丹波口駅が開業、1910年には北に隣接して京都ガス島原工場が竣工した。昭和初期までには居稼ぎ（店に住みこみ、登楼してくる客の相手をする）の娼妓本位の花街になっており、街に古色は残るものの非常に寂れた状態となった。昭和後期にお茶屋、太夫、芸妓の人数が減り、ついにはお茶屋組合が解散して普通の住宅地と化した。残存していた多くの建物や門も、取り壊しなどで姿を消し、現在は「大門」、「輪違屋」、「角屋」、「島原住吉神社」、「西門跡」等や石畳に舗装された道がその面影や情緒をとどめているだけである。現在もお茶屋として営業を続けているのは輪違屋のみ。すでに揚屋としての営業は行っていないが、角屋は建築物としては今も日本に唯一残る揚屋造の遺構である。

## 島原の文化と太夫

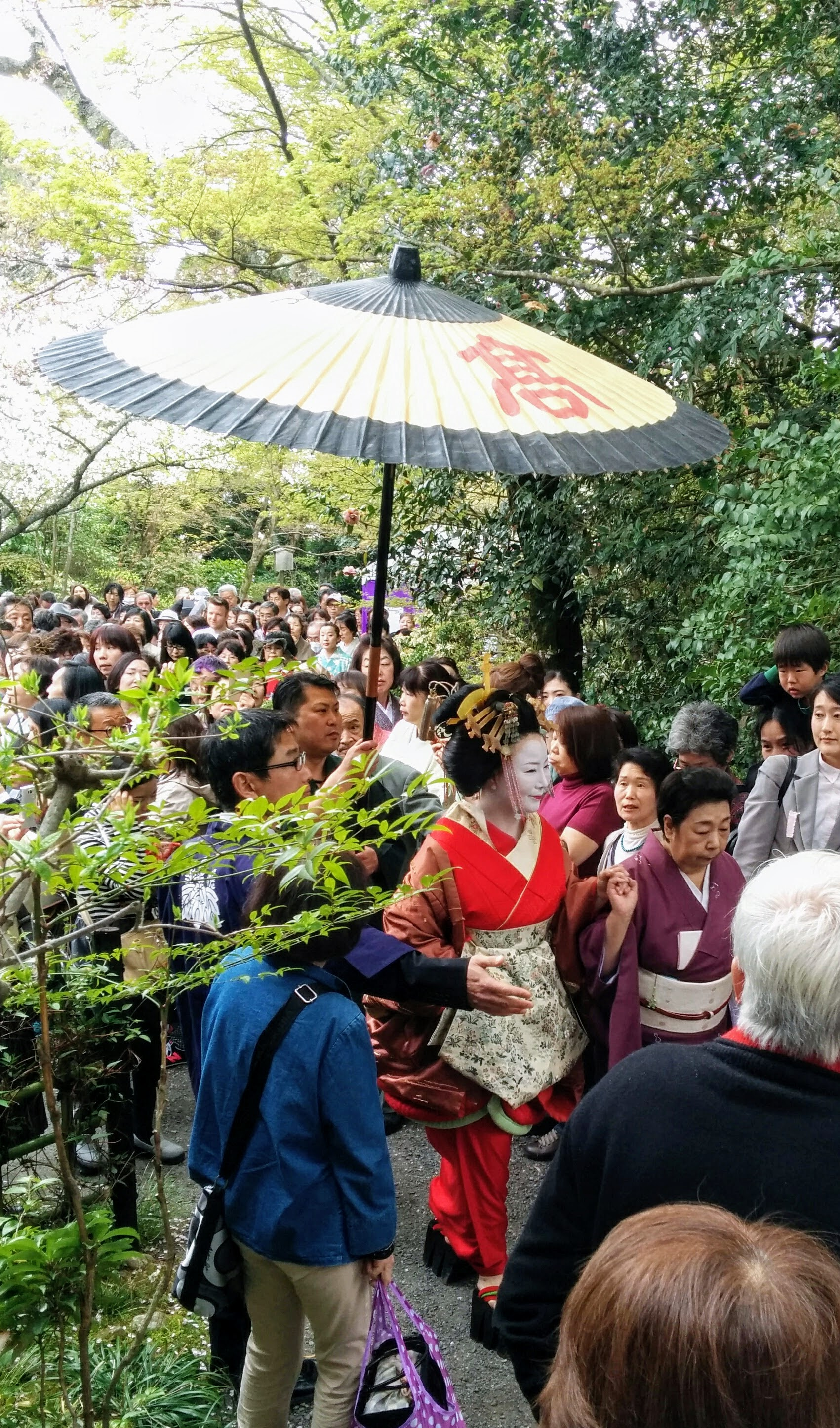
現在の島原太夫（如月太夫）

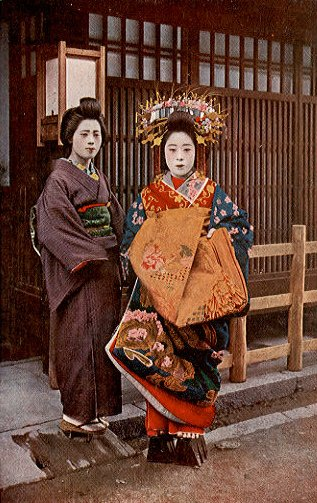
戦前の島原太夫

江戸中期には炭太祇（たんたいぎ）が島原で不夜庵を主宰し、親交のあった与謝蕪村らとともに俳諧活動を行った。また、その他にも島原の太夫や、文人らによる和歌などの文芸活動が盛んであったことを示す資料が多く残っている。
「太夫」とはもともと能楽や歌舞伎の舞台で秀でた者に与えられた称号であり、最初は京都の女歌舞伎で活躍した女性が「太夫」（舞太夫、能太夫）などと呼ばれたものが、1629年に女歌舞伎が禁止されて以降、優れた技能、教養を持つ最高位の遊女の名として定着したものである。また四条河原で能や舞に明け暮れた女性を「太夫」と呼んだ、とする説もある。太夫は通称「こったい」とも呼ばれ、置屋に所属して揚屋に派遣される（この形態が祇園等、他の花街に影響を与えた）。かつては正五位の地位をも与えられた最高位の遊女であった。太夫はもと御所の公家、皇族が相手であったため、教養に長けていなければならない。例えば、舞踊なら名取、師範になれるくらいである。
能太夫、舞太夫をルーツに持つとされる島原の太夫にとって「舞踊」（ここでは「歌舞伎舞踊」または「上方舞」をさす）は必須である。島原の舞踊の流派は、江戸時代後期まで篠塚流、その後明治の初めまで井上流であった（三世井上八千代が当流派を「祇園の御留流」とするまで）が、後に花柳流に変わった。現在は特定の流派はない。茶道もおもてなしの技術として必須とされるが、現在特定の流派はない（かつては藪内流が稽古されていた）。その他和楽器（箏、三味線、胡弓、囃子、一絃琴、琵琶など）、唄（地唄、長唄、小唄、常盤津など）、書道、香道、華道、詩歌（俳句など）、古典的遊び（貝合わせ、囲碁、盤双六、投扇興など）に通じていることも必要とされる。
島原からは、八千代太夫、吉野太夫、夕霧太夫、大橋太夫、桜木太夫などの名妓が輩出した。かつての島原では毎年10月に吉野太夫・大橋太夫・八千代太夫の追善供養を行った。また、戦後在籍していた太夫に、夕霧太夫（女優・中村芳子）、高砂太夫、九重太夫、春日太夫、花雲太夫、花琴太夫などがいる。
現在、輪違屋に所属する太夫は、以下の5人。花扇太夫、如月太夫、薄雲太夫、若雲太夫、桜木太夫。現在、島原太夫は「輪違屋」のお座敷を中心に、京都の神社仏閣などで、道中を披露し、舞を奉納している。祇園の舞妓、芸妓と同様の白塗りの水化粧で、口紅は「下紅」と言って、下唇のみに塗り、必ずお歯黒を付ける。引眉しないので半元服の習慣が現代に残るものと見てよい。また公家文化の影響とも考えられる。原則として鬘を被らず、自毛で「男元禄（立兵庫）」、「長船」、「勝山」（東京でいうところの「吹輪」とほぼ同形）等の各種の日本髪を結う（髪型の種類は全48種類、うち現在でも結い方がわかっているのは26種類）。帯は前で5角形に結ぶが、これは「心」の字を表すとされる。

## 現代（2007年現在）の主な行事
- 宝鏡寺雛まつりイベント（太夫の舞奉納） 3月1日 11時-（春の人形展も同日に公開開始）
- 木屋町会太夫道中（下木屋町にて[11]）
- 吉野太夫花供養（常照寺）4月第3日曜日 ※常照寺の毎月の茶会「吉野会」と合同行事　源光庵方面から常照寺への太夫道中あり（見学可能、境内は御茶券が必要・太夫の舞等の披露・太夫茶席あり）
- 北政所茶会・太夫道中（高台寺） 10月6日 （太夫のお茶のお点前の席あり、境内は御茶券が必要・太夫道中は見学自由）
- 宝鏡寺人形供養祭（太夫の舞奉納） 10月14日 10時30分- （秋の人形展は11月1日-展示公開）
- 夕霧供養・太夫道中（清涼寺） 11月第二日曜日
- 嵐山紅葉まつり（夕霧供養祭の後に嵐山渡月橋付近へ移動・太夫道中・野点席）11月第二日曜日
- 島原太夫餅つき会・太夫道中（京都市内ホテルにて・司太夫主宰「こったいの会」主催）12月23日
- 島原の餅つき（島原近辺または法住寺）元・高砂太夫主催。島原近辺では12月に、法住寺では節分ごろに催される。
- 節分の「お化け」（京都市内にて・司太夫主宰「こったいの会」主催）2月3日

なお「一見さんお断り」のため非公開だが、同日島原「輪違屋」のお座敷でも「お化け」の際の特別な宴が開かれている。
「こったいの会」のお化けももともとの始まりは輪違屋の宴への参加という形であった。
20-30年ほど前までは今はなき「島原歌舞練場」にて暮れの餅つき、「島原お茶屋組合」にて「新年の寄り合い」が行われていたが現在はなくなっている。

## 関連番組および映像資料
玉割り人ゆき
1974年11月から『プレイコミック』（秋田書店）で連載された三木孝祐作、松森正画による島原遊郭を舞台とする漫画および、1975年東映製作、潤ますみ主演・牧口雄二監督の映画。
同作の「玉割り人」という職業は存在しない。映画版は実際に島原でロケを行ない、主人公が二人司町に住むという設定になっている。
京都島原殺人事件・女性レポーターの観光案内・華麗な太夫道中のトリック崩し！（テレビ朝日・1990年12月1日放映）
原作は山村美紗の『京都島原殺人事件』。輪違屋がロケに使われ、現役の島原太夫（花扇太夫）も出演している。
太夫の衣装は本物に忠実と思われる。
とびっきり京都「古都の恋物語」（2000年1月23日 NHK BS hi放映）（2000年1月29日 NHK BS2放映）（2000年2月4日 NHK 総合放映）
案内は山咲千里。番組中かなりの時間をかけ吉野太夫についての紹介あり。
関連として現代の島原太夫・花琴太夫、花扇太夫が登場。太夫道中、花琴太夫のかしの式と胡弓演奏。花扇太夫の俳句披露と吉野太夫についての談話あり。
2006秋の京都スペシャル（ABC朝日放送・2006年11月3日放映）
番組内特集「嶋原は今」で島原の歴史と現代の島原太夫についての紹介あり。出演太夫は司太夫（少しだけ如月太夫も）。
そして元・高砂太夫も登場。
ビデオ作品「島原の太夫」（ポーラ文化研究所）
島原現役（当時）太夫の結髪・化粧・衣装の着付け・かしの式・太夫道中・今はなき島原歌舞練場での餅つきの様子。若雲太夫の談話あり。
春日太夫、花扇太夫、司太夫も登場。